# Seznam južnoafriških politikov
Seznam južnoafriških politikov.

## A
- Arthur Frederick Patrick Albert
- Ken Andrew
- Kader Asmal

## B
- Sibusiso Bengu
- Goodwill Zwelethini kaBhekuzulu
- Steve Biko
- Louis Botha
- Pieter Willem Botha
- Pik Botha
- Thozamile Botha
- Lynne Brown
- Mangosuthu Buthelezi
- Sydney Buxton

## C
- Alexander Cambridge
- Arthur Alexander Chaskalson
- Jeremy Cronin

## D
- Bathabile Dlamini
- Nkosazana Dlamini-Zuma
- Nicholaas Johannes Diederichs
- Jessie Duarte
- Patrick Duncan

## E
- Abba Eban (izraelski rojen v Juž. Afriki)

## F
- Ruth First
- Bram Fischer (odvetnik)
- Jacobus Johannes Fouché

## G
- Malusi Gigaba
- Herbert John Gladstone
- Enoch Godongwana
- Denis Goldberg
- Pravin Gordhan

## H
- Chris Hani
- James Barry Munnik Hertzog
- Bantu Holomisa

## J
- Ernest George Jansen
- Mcebisi Jonas
- Danny Jordaan
- Helen Joseph

## K
- Ronnie Kasrils
- Ahmed Kathrada
- Paul Kruger
- Frederik Willem de Klerk
- Gerhard de Kock

## L
- Ronald Lamola
- Mosiuoa Lekota
- Patricia de Lille
- Tony Leon
- Albert Lutuli

## M
- Ace Magashule
- Sathyandranath Ragunanan "Mac" Maharaj
- Mninwa Johannes Mahlangu
- Gwen Mahlangu-Nkabinde
- Mmusi Maimane
- Thabang Makwetla
- Daniel François Malan
- Magnus Malan
- Julius "Juju" Malema
- Nelson Mandela
- Winnie Mandela
- Gwede Mantashe
- Trevor Manuel
- Solly (Afrika) Mapaila
- Paul Mashatile
- Madala Masuku
- Lindiwe Mazibuko
- Fikile Mbalula
- Govan Mbeki
- Thabo Mbeki
- Baleka Mbete
- Tito Mboweni
- Frank Mdlalose
- Phumzile Mlambo-Ngcuka
- Andrew Mlangeni
- Thandi Modise
- Nomvula Mokonyane
- Edna Molewa
- Ruth Mompati
- Kgalema Motlanthe
- Nathi Mthethwa

## N
- Jozua François Naudé
- Mbuyiseni Ndlozi
- Bulelani Ngcuka
- Lillian Ngoyi
- Thulas Nxesi
- Blade Nzimande
- Alfred Nzo

## O
- Dullah Omar

## P
- Alan Paton
- Marthinus Wessel Pretorius

## R
- Cyril Ramaphosa
- Jan van Riebeeck

## S
- Albie Sachs
- Dulcie September
- Tokyo Sexwale
- Susan Shabangu
- Mbhazima Shilowa
- Floyd Shivambu
- Walter Sisulu
- Albertina Sisulu
- Max Sisulu
- Joe Slovo
- Jan Smuts
- Buyelwa Sonjica
- John Steenhuisen
- Lucas Cornelius Steyn
- Johannes Gerhardus Strijdom
- Helen Suzman
- Charles Robberts Swart

## T
- Oliver Tambo
- Desmond Tutu

## V
- Hendrik Frensch Verwoerd
- George Villiers
- Marais Viljoen
- Balthazar Johannes Vorster

## W
- Nicolaas Jacobus de Wet

## X
- Lulama Xingwana

## Z
- Helen Zille
- Jacob Zuma
- Mosebenzi Zwane
- Frederik van Zyl Slabbert
- Gideon Brand van Zyl

| - p - p - u | - p - p - u |
| ----------- | ----------- |